# Атар (департамент)
Атар (араб. أطار‎) — департамент области Адрар (Мавритания). Административный центр — Атар.

## Административное деление
Департамент Атар делится на 4 коммуны:
- Атар
- Айн-Эхель-Тайя
- Таваз
- Шум